# ミルチェア・レドニク
ミルチェア・レドニク（Mircea Rednic, 1962年4月9日 - ）は、ルーマニアの元サッカー選手、サッカー指導者。ヨアン・アンドネは親友。

## 経歴
ルーマニア代表として、UEFA欧州選手権1984、1990 FIFAワールドカップの代表メンバーに選出された。
現役引退後は監督業を始め、ラピド・ブカレストでリーグ優勝 (2002-03) 、FCヴァスルイのリーガ1昇格 (2004-05) と残留 (2005-06) など優れた手腕を発揮する。ディナモ・ブカレストでは開幕13連勝という記録を残してリーグ優勝を果たす (2006-07) も、UEFAチャンピオンズリーグ予選でSSラツィオに敗北し、辞任した (2007年9月) 。ラピド・ブカレスト監督に三度目の就任を果たした (2007-08) ものの、成績不振で辞任する。
ディナモ・ブカレスト監督に復帰するが (2008-09) 、リーグ優勝を逃したために解任された。2009年にはロシア二部のアラニア・ウラジカフカスの指揮を執るも、昇格には失敗した。2010年より、アゼルバイジャンのFKハザル・レンコラン監督に就任した。2012年にはルーマニア国内での指揮を再開したが、10月からは現役時代にプレーした、ベルギーのスタンダール・リエージュの監督に就任した。2015年5月、ディナモ・ブカレスト監督に再度就任した。

## 所属クラブ
- 1980-1983  FCコルヴィヌル・フネドアラ
- 1983-1990 / FCディナモ・ブカレスト
- 1990-1991  ブルサスポル
- 1991-1996  スタンダール・リエージュ
- 1996-1997  シント＝トロイデンVV
- 1997-2000  FCラピド・ブカレスト

## 指導者歴
- 2000-2001  FCラピド・ブカレスト
- 2001  FCMバカウ
- 2002-2003  FCラピド・ブカレスト
- 2004  アル・ナスル
- 2004-2005  FCウニヴェルシタテア・クラヨーヴァ
- 2005.1-6  FCヴァスルイ
- 2005.9-2006.6  FCヴァスルイ
- 2006.6-2007.9  FCディナモ・ブカレスト
- 2007.10-2008.3  FCラピド・ブカレスト
- 2008-2009.6  FCディナモ・ブカレスト
- 2009  アラニア・ウラジカフカス
- 2010-2011  FKハザル・レンコラン
- 2012.3-5  FCアストラ・プロイェシュティ
- 2012.5-10  FCペトロルル・プロイェシュティ
- 2012.10-2013.5  スタンダール・リエージュ
- 2013.6-2013.8  CFRクルジュ
- 2013.10-2014  KAAヘント
- 2015.1-5  FCペトロルル・プロイェシュティ
- 2015.5-2016.5  FCディナモ・ブカレスト
- 2016.12-2018  ロイヤル・エクセル・ムスクロン
- 2018  アル・ファイサリー・ハルマ
- 2018-2019  FCディナモ・ブカレスト
- 2020  CSMストゥデンツェスク・ヤシ
- 2020-2021  FCヴィトルル・コンスタンツァ

## タイトル

### 選手時代
FCディナモ・ブカレスト
- リーガ1：2回（1983-84、1989-90）
- クパ・ロムニエイ：3回（1983-84、1985-86、1989-90）

スタンダール・リエージュ
- ベルギーカップ：1回（1992-93）

FCラピド・ブカレスト
- リーガ1：1回（1998-99）
- クパ・ロムニエイ：1回（1997-98）
- スーペルクパ・ロムニエイ：1回（1999）

### 指導者時代
FCラピド・ブカレスト
- リーガ1：1回（2002-03）
- クパ・ロムニエイ：1回（2001-02）
- スーペルクパ・ロムニエイ：2回（2002、2003）

FCディナモ・ブカレスト
- リーガ1：1回（2006-07）

FKハザル・レンコラン
- アゼルバイジャン・クボク：1回（2010-11）